# 173년

## 연호
- 후한(後漢) 희평(熹平) 2년

## 기년
- 후한(後漢) 영제(靈帝) 6년
- 신라(新羅) 아달라 이사금(阿達羅泥師今) 20년
- 고구려(高句麗) 신대왕(新大王) 9년
- 백제(百濟) 초고왕(肖古王) 8년

## 사건
- 야마타이코쿠의 히미코의 사신이 신라에 도착하다.

## 탄생
- 후한의 예형
- 탁발역미

## 참고 문헌
- 김부식 (1145), 《삼국사기》 〈권2〉 아달라 이사금 조(條)